# Unusual You
»Unusual You« je pesem ameriške glasbenice Britney Spears iz njenega šestega glasbenega albuma, Circus. Izšel je 15. septembra 2009 kot peti in zadnji singl iz albuma v Avstraliji in Novi Zelandiji. Pesem so napisali Bloodshy & Avant, Henrik Jonback in Kasia Livingston, producirala pa sta jo samo Bloodshy & Avant. Pesem »Unusual You« je electropop ljubezenska pesem, ki je zelo podobna pesmim Janet Jackson in Gwen Stefani, besedilo pa se nanaša na izkušeno žensko, ki nepričakovano najde ljubezen. Pesmi »Unusual You« so glasbeni kritiki dodelili v glavnem pozitivne ocene, hvalili so jo predvsem zato, ker naj bi se zelo razlikovala od ostalih pesmi iz albuma. Pesem je zaradi dobre digitalne prodaje pristala na osemdesetem mestu lestvice Billboard Pop 100.

## Ozadje
Pesem »Unusual You« so napisali Christian Karlsson in Pontus Winnberg iz dueta Bloodshy & Avant, Kasia Livingston in Henrik Jonback, produciral pa jo je le duet Bloodshy & Avant. Pesem je Britney Spears posnela v studiu Conway v Los Angelesu, Kalifornija, kasneje pa so Anders Hvenare ter Bloodshy & Avant remix zanjo posneli v studiu Robotberget v Stockholmu, Švedska. Spremljevalne vokale za pesem je zapela Kasia Livingston. 15. septembra 2009 je pesem na Novi Zelandiji in v Avstraliji izšel samostojno, neodvisno od albuma Circus.

## Sestava
Pesem »Unusual You« je electropop pesem, ki jo je Nekesa Mumbi Moody iz revije Associated Press opisala kot pesem »s poudarkom na sintetizatorju«. Pesem je John Murphy s spletne strani musicOMH opisal kot pesem, ki spominja na »tišje trenutke Gwen Stefani«. Ann Powers iz revije Los Angeles Times je menila, da je pesem »Unusual You« »kot svetleč slap razpoloženja, ki ga je prva začela popularizirati Janet Jackson in ne stroga dela v Madonninem stilu.« Po mnenju Chris Richards iz revije The Washington Post so vokali Britney Spears v pesmi »spektralno guganje.« Besedilo pesmi »Unusual You« govori o izkušeni ženski, ki najde nepričakovano ljubezen, Britney Spears pa začne s kitico: »Ti ni nihče povedal, da bi mi moral zlomiti srce? / Pričakovala sem, da mi ga boš. / Zakaj mi ga torej nisi?« (»Didn't anyone tell you you're supposed to break my heart? / I expect you to / So why haven't you?«).

## Sprejem
Pesem »Unusual You« je prejemala v glavnem pozitivne ocene s strani glasbenih kritikov. Ann Powers iz revije Los Angeles Times je menila, da je pesem izstopala med ostalimi pesmimi z albuma Circus, saj naj Britney Spears v njej ne bi bila prikazana kot »lutka, seks objekt, žrtev paparazzev ali skrivno ljubimko« za razliko od ostalih pesmi z albuma. Caryn Ganz iz revije Rolling Stone je pesem opisala kot »melodično [in] sijočo«. Chris Willman iz revije Entertainment Weekly je pesem »Unusual You« označila za najbolj izstopajočo pesem iz albuma Circus in dodala: »Spearsova samo sebe še vedno predstavlja kot objekt fantazije, vendar je v to pesem morda vključena njena lastna fantazija — resnično sprejemanje. Naslednjič, Britney, nam daj več takega.« Chris Richards iz revije The Washington Post je pesem izbral za eno izmed »draguljev« albuma, skupaj s pesmijo »Womanizer«. John Murphy s spletne strani musicOMH je napisal, da Britney Spears zaradi besedila »zveni kot sedemindvajsetletnica, ki je izredno utrujena zaradi celotnega sveta«, vendar naj bi ji pesem »omogočila zanimivo novo pot.« Jim Farber iz revije Daily News je pesem označila za »morda prvo resnično lepo melodijo, kar jih je Spearsova kdaj zapela.« Brad Wheeler iz revije The Globe and Mail je napisal, da je bila pesem »Unusual You« zabavna, vendar se jo po njegovem mnenju pozabi lažje, kot druge pesmi z albuma Circus in pesem označil za zgolj »stroboskopsko osvetljeno izjavo v obliki srca.« Jon Pareles iz revije The New York Times je komentiral, da je pesem »Unusual You« in dve drugi baladi »edini poskus topline« albuma Circus
Poppy Cosyns iz revije The Sun je pesem kritizirala, saj naj bi »zvenela kot na novo odkriti ostantki iz devetdesetih.« Cameron Adams iz revije Herald Sun je pesem »Unusual You« označila za »presenetljivo subtilno in na trenutke zelo učinkovito« ter še pred izidom pesmi kot singl, pesem označila za »gotov bodoči singl« Steve Jones iz revije USA Today je pesem »Unusual You« opisal kot »saharin«, k čemur je dodal še, da »zveni mnogo bolje kot dance pesmi.« Ben Rayner iz revije Toronto Star je pesem označil za enega izmed albumovih »trenutkov patetike.« Jim DeRogatis iz revije Chicago Sun-Times je pesem »Unusual You« kritiziral, saj naj bi bila »sramotno podobna Madonninim pesmim.« Nekesa Mumbi Moody iz revije Associated Press je komentirala, da je večina bolj osebnih in čustvenih trenutkov Britney Spears z albuma Circus v počasnejših pesmih, najopaznejša izmed teh pa naj bi bila po njenem mnenju pesem »Unusual You«. Nekesa Mumbi Moody je nadaljevala: »Čeprav pesmi ni napisala, težko spregledamo trenutke empatije, ko pomislimo na niz ljudi, ki so skakali v in iz njenega življenja.« Pete Paphides iz revije The Times je napisal, da bi pesem »Unusual You« »lahko našla dom s komerkoli, čigar melanhonična ljubezen do europopa je fatalno podobna Limahlovi pesmi 'Never Ending Story.'« Decembra 2008 je pesem »Unusual You« zasedla pristala na osemdesetem mestu lestvice Billboard Pop 100 zaradi digitalne prodaje.

## Seznam verzij
- Avstralski CD s singlom[20]

1. »Unusual You« – 4:21
2. »Shattered Glass« – 2:53

## Ostali ustvarjalci
- Britney Spears – glavni vokali
- Bloodshy & Avant – tekstopisca, remix, programiranje, klaviature, bas kitara in kitara
- Henrik Jonback – tekstopisec in kitara
- Kasia Livingston – tekstopiska in spremljevalni vokali

Vir: Opombe na zadnji strani albuma Circus.